# سووات
سووات (ترکی آذربایجانی: Suvat) یک منطقهٔ مسکونی در جمهوری آرتساخ است که در استان کاشاتاق واقع شده‌است.